# 삼성 기어 S
삼성 기어 S(영어: Samsung Gear S)는 삼성 언팩 2014 에피소드 2에서 발표한 삼성전자의 스마트워치이다. 타이젠을 장착하여 갤럭시란 이름이 붙지 않게 되었다. S는 독립적으로 쓰일 수 있다고 하여 Solo의 S를 따온 것이다. 기어 S는 스마트폰 연동 없이 전화, 메시지 등이 가능하며 여러 앱들을 설치하고 실행시킬수 있다.

## 같이 보기
- 애플 워치
- 마이크로소프트 밴드
- 페블 (시계)